# Kojetice, Třebíč
Kojetice là một làng thuộc huyện Třebíč, vùng Vysočina, Cộng hòa Séc.